# Saint-Jean-Trolimon
Saint-Jean-Trolimon är en kommun i departementet Finistère i regionen Bretagne i västra Frankrike. Kommunen ligger i kantonen Pont-l'Abbé som tillhör arrondissementet Quimper. År 2022 hade Saint-Jean-Trolimon 973 invånare.

## Befolkningsutveckling
Antalet invånare i kommunen Saint-Jean-Trolimon
Referens:INSEE